# Albudeite
Albudeite er en by og kommune i det sydøstlige Spanien i Murcia-regionen. Den har et indbyggertal på 1.400 (2024) indbyggere.